# 융프라우 철도
융프라우 철도(Jungfrau railway)는 클라이네 샤이덱에서 융프라우까지 9.3km를 달리는 산악 열차이다. (융프라우요흐역은 유럽에서 가장 높은 곳에 있는 기차역이다.) 융프라우 철도는 거의 전체적으로 융프라우 터널을 지나고, 아이거와 민크산 중간에 지어졌는데, 터널 중간에 두 개의 역이 있어서 승객들은 내려서 산 쪽으로 있는 창문을 통해 주변의 산을 관찰할 수 있다.
아이거글레처역은 클라이네 샤이덱, 융프라우 정상과 같이 옥외 출구가 있는 역이다. 이 역은 스위스에서 두 번째로 높은 옥외 출구가 있는 역이다. 이 철도는 삼상전력으로 달리고, 전기는 1,225V에 50hz이다. 이것은 지구상 4개밖에 없는 삼상전력으로 달리는 철도 중의 하나이다. 클라이네 샤이덱역에서는 WAB라는 철도와 연결된다.
원래는 공사 기간이 7년 정도 걸렸으나, 붕괴 사고 등 여러가지의 어려움으로 인해 16년 정도의 오랜 시간을 소요했다. 개통 시기는 스위스 독립기념일인 1912년 8월 무렵에 맞추어 개통했다.

## 개요
철도의 길이는 9.3km, 3상 교류전압 1,125V, 50hz이며, 궤간 1,000mm, 슈트루프식의 랙 레일을 이용한 랙식 철도로 최대 구배는 250 ‰이다. 출발지인 클라이네 샤이덱역을 출발하면 아이거, 묀히 두 산을 터널로 통과하여 융프라우로 가는 도중에 있는 종점인 융프라우요호역까지 올라간다. 종점인 융프라우요흐역은 유d에서 가장 고도가 높은 철도역이다. 전 구간의 소요 시간은 오르막 52분, 내리막 50분이었지만, 신형 차량의 도입으로 2016년 12월 11일에 운행 스케쥴의 개정으로 상하선 모두 편도 35분이 되었다. 터널 내의 구간도 많아, 경치 좋은 풍광이 항상 차창에서 보이는 것은 아니지만, 터널 내의 2개의 역(아이거반트역, 아이스메어역)이 설치되어 승객은 하차해 역사 창문으로부터 주변의 산들을 바라볼 수 있다. 그러나, 2016년의 운행 스케쥴의 개정을 통해 아이거반트역에서 정차하는 일정이 없어졌다. 이 철도는 여객 운송뿐만 아니라, 융프라우요흐의 여러 시설물 등을 운반하는 역할을 한다.
운행스케쥴 상 인터라켄에서 융프라우요흐에 이르는 3개의 철도(베르너 오버란트 철도, 벵에른알프 철도, 융프라우 철도)에 뮈렌 철도(라우터부른넨-뮈렌 산악 철도)를 더해 4개의 철도를 총칭하여 융프라우 철도(Jungfraubahnen)라고 부르기도 한다. 베르너 오버란트 철도를 제외한 3개의 철도는 융프라우반 홀딩스(Jungfraubahn Holding AG)가 100% 자회사로 소유하고 있으며, 4개의 철도 전체 운영은 융프라우 철도 홀딩스가 67%의 지분을 가진 자회사인 융프라우 철도 매니지먼트가 담당하고 있다. 승차권 등은 3개의 철도 공통으로, 인터라켄-융프라우 간의 공통승차권이 발권된다.

## 역

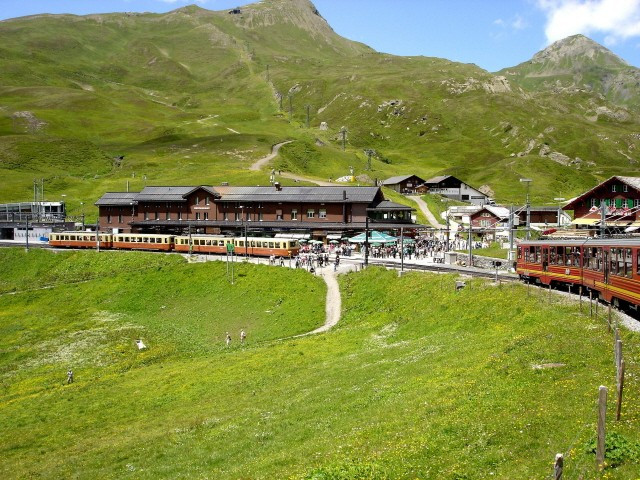
클라이네 샤이덱역

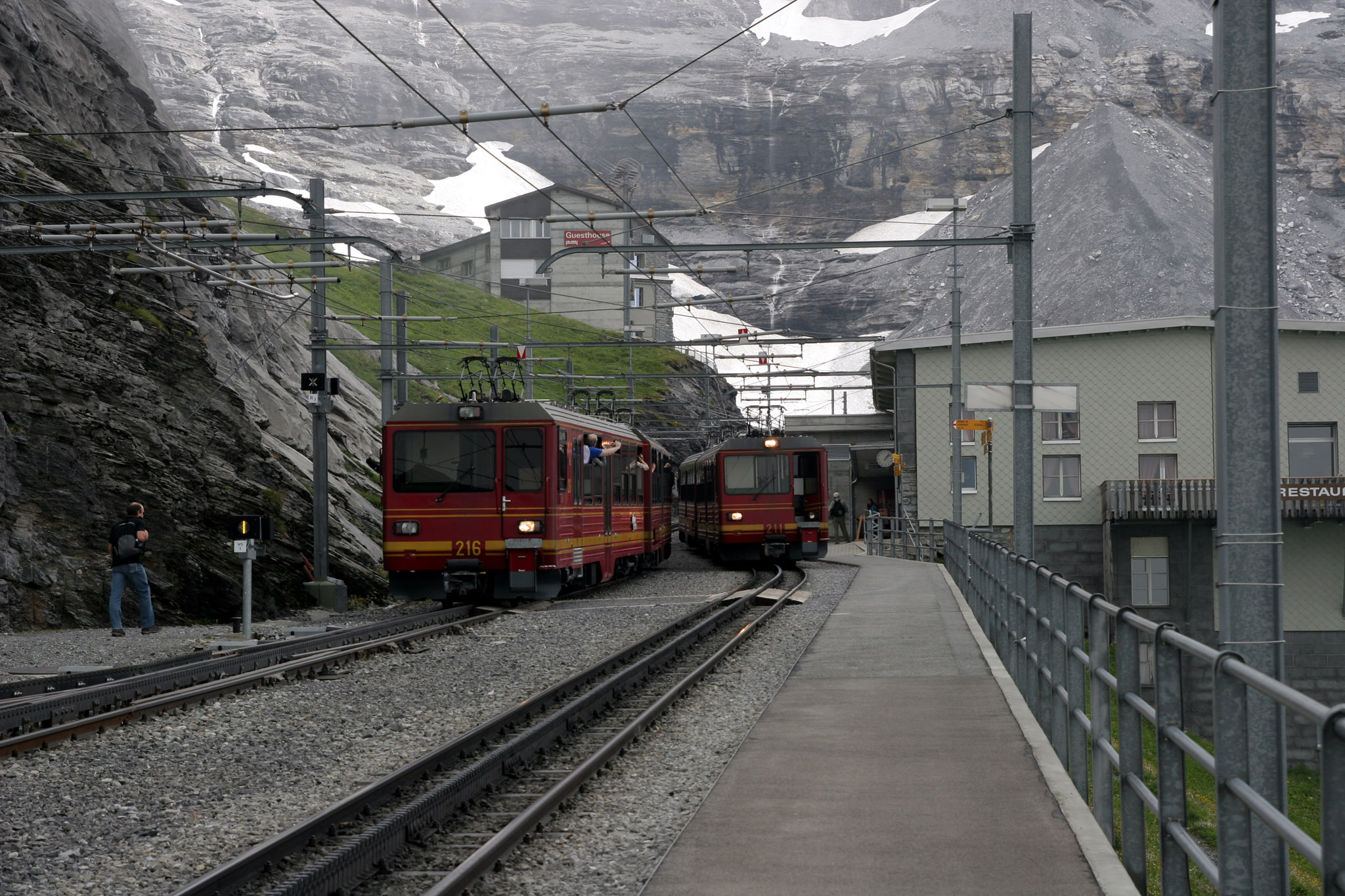
아이거글레처역

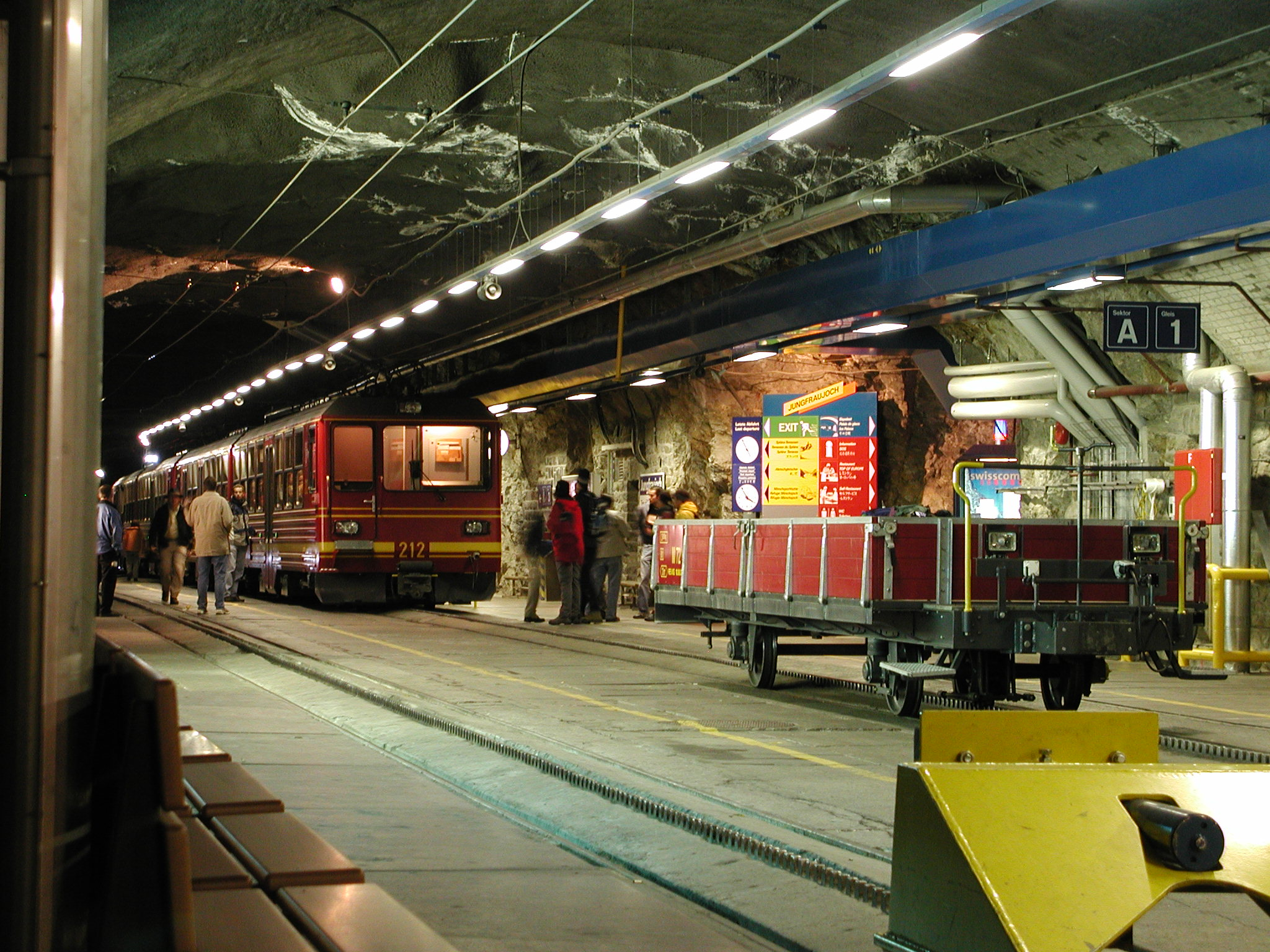
융프라우요흐역

- 클라이네 샤이덱역(Kleine Scheidegg)

융프라우 철도의 시작 역으로, 벵에른알프 철도와 환승역이다. 인터라켄 오스트역에서는 베르너 오버란트 철도, 벵에른알프 철도를 환승하여 도달한다. 역명은 독일어로 ‘작은 고개’라는 의미를 가지고 있다. 벵에른알프 철도는 라우터브루넨 - 클라이네 샤이덱 - 그린델발트 사이를 연결하는 랙식 철도이지만, 객차의 방향이 고정되어 좌석 경사가 상측과 하측이 다르다. 항상 경사의 아래쪽을 전동차로 하는 운전 방식 때문에 최정상인 클라이네 샤이덱역을 넘어 운전하는 열차는 없다. 그 때문에, 해당 역은 실질적으로 3개의 노선이 탑승하는 역이다. 언제나 환승 관광객으로 붐비고 있지만, 역 앞에는 낡은 산악 호텔이 있어 이곳에 숙박하면, 최종 열차가 내린 후에 조용한 주변 산책을 할 수 있다.
- 아이거글레처역(Eigergletscher)

이 역을 출발하면 아이거의 산중을 빠져나가는 터널로 접어들게 된다. 도중 하차를 하는 사람은 그리 많지 않지만, 역 앞에서는 역명의 유래가 된 ‘아이거 빙하’(아이거글레처)를 눈 앞에서 볼 수 있다. 아이거글레처역에서 클라이네 샤이덱까지의 길은‘ 아이거 워크’라고 불리는 내리막길로 비교적 쉬운 하이킹 코스다.
- 아이거반트역(Eigerwand)

역명은 ‘아이거의 벽’을 의미한다. 삼대 북벽 중 하나로 지금까지 많은 등산가의 목숨을 빼앗은 ‘아이거 북벽’(North Face)으로 알려져 있다. 한때는 터널내의 홈에 열차가 몇 분간 정차했기 때문에, 그 사이에 걸어 곧바로의 전망대에서, 유리창 너머로 펼쳐진 절벽을 바라볼 수 있었다. 기본적으로 이 역에서 몇 분의 정차 시간을 취하는 것은 융프라우요흐로 오르는 열차뿐이었다. 2016년 12월 운행 스케쥴 개정으로 모든 열차가 통과만 하는 코스가 되었다.
- 아이스메어역(Eismeer)

역명은 ‘얼음의 바다’를 의미한다. 2016년 운행스케쥴 개정 후 몇 분간 정차하기 때문에 전망대에서 빙하를 바라볼 수 있다.
- 융프라우요흐역(Jungfraujoch)

해발 3,454m 융프라우산 안장에 설치된 역으로 터널 내부에 있다. 유럽에서 가장 고도가 높은 철도역이다. 역 주변은 일년 내내 눈으로 덮여 있으며, 여름에도 스키, 스노보드, 티롤리엔느, 슬리지 파크 등 다양한 설상 명소가 준비되어 있다. 일반인이 도달할 수 있는 최고 지점은, 엘리베이터로 올라가는 ‘스핑크스 전망대’이지만, 설산 경험자라면(충분한 장비를 갖추고) 4,158m의 산정까지 등산하는 것도 가능하다. 근처에는 세계유산으로 인정받은 알레치 빙하가 흐르고 있다. 역명은 ‘융프라우의 어깨’라는 의미를 가지고 있다.

## 미디어
- KBS 1TV : 걸어서 세계속으로
- 스카이TV : 레일로드

## 같이 보기
- 스위스의 철도